# Amyris humboldtii
Amyris humboldtii är en vinruteväxtart som beskrevs av Krug & Urb.. Amyris humboldtii ingår i släktet Amyris och familjen vinruteväxter. Inga underarter finns listade i Catalogue of Life.